# Ayaş (Mersin)
Ayaş (Grieks: Elaeousa Sebaste Ελαιούσα Σεβαστή )   is een antieke havenstad in het zuiden van Turkije, gelegen aan de Middellandse Zee.
Naast talrijke archeologische vindplaatsen in en rond het dorp, wordt er sinds 2006 veel geïnvesteerd in toerisme, dat nu in volle ontwikkeling is. 
Ayaş moet niet verward worden met de plaats in de provincie Ankara of de 220 km naar het oosten gelegen historische havenstad Ayaş (Adana), nabij Yumurtalık van waaruit Marco Polo in 1271 zijn tocht naar China begon.
Dichtbij, op 7 kilometer afstand, bevindt zich Kizkalesi, tevens een veelbezochte badplaats.